# IAAF World Relays 2015
La II edizione delle IAAF World Relays si è tenuta a Nassau (Bahamas) dal 2 al 3 maggio 2015.
A differenza dell'edizione precedente non si è disputata la staffetta 4×1500 metri, sostituita da una staffetta mista composta dalle seguenti frazioni, uguali sia al maschile che al femminile: 1200 m, 400 m, 800 m, 1600 m.

## Criteri di partecipazione
Ogni paese partecipante poteva portare una sola squadra per ogni staffetta e ciascuna squadra poteva essere formata da un massimo di sei atleti. Esisteva un minimo di partecipazione solo per le staffette 4×100 m e 4×400 m. Tali minimi, che consentivano la partecipazione di circa 16 squadre, dovevano essere ottenuti tra il 1º gennaio 2014 e il 20 aprile 2015. Le rimanenti squadre partecipanti (fino a 24) sono state determinate in base alle classifiche mondiali nel medesimo periodo di qualificazione.
| Gara        | Uomini  | Donne   |
| ----------- | ------- | ------- |
| 4×100 metri | 39"00   | 44"00   |
| 4×400 metri | 3'04"10 | 3'33"50 |

Per le staffette 4×200 m, 4×800 m e mista non erano previsti minimi di partecipazione.

## Paesi partecipanti
Hanno preso parte ai campionati 669 atleti provenienti da 43 diversi Paesi.
- Antigua e Barbuda
- Arabia Saudita
- Australia
- Bahamas
- Bahrein
- Barbados
- Belgio
- Botswana
- Brasile
- Canada
- Cina
- Colombia
- Cuba
- Ecuador
- Francia

- Germania
- Giamaica
- Giappone
- Hong Kong
- Irlanda
- Isole Cayman
- Isole Vergini Americane
- Italia
- Kazakistan
- Kenya
- Messico
- Namibia
- Nigeria
- Paesi Bassi

- Papua Nuova Guinea
- Polonia
- Portogallo
- Porto Rico
- Regno Unito
- Rep. Dominicana
- Saint Kitts e Nevis
- Spagna
- Stati Uniti
- Svezia
- Svizzera
- Trinidad e Tobago
- Turchia
- Venezuela

## Calendario
| Data    | 2 | 2 | 3 | 3   |
| Evento  |   |   |   |     |
| ------- | - | - | - | --- |
| 4×100 m |   |   |   | B F |
| 4×200 m |   |   |   | B F |
| 4×400 m |   | B |   | F   |
| 4×800 m |   | F |   |     |
| Mista   |   |   |   | F   |

| P | Batterie preliminari | B | Batterie | Q | Qualificazioni | SF | Semifinali | F | Finale |

| Data    | 2 | 2   | 3 | 3   |
| Evento  |   |     |   |     |
| ------- | - | --- | - | --- |
| 4×100 m |   |     |   | B F |
| 4×200 m |   | B F |   |     |
| 4×400 m |   | B   |   | F   |
| 4×800 m |   |     |   | F   |
| Mista   |   | F   |   |     |

## Medagliati

### Uomini
| Specialità | Oro                                                                      | Prestazione | Argento                                                                              | Prestazione | Bronzo                                                                      | Prestazione |
| Corse piane |                                                                          |             |                                                                                      |             |                                                                             |             |
| 4×100 m (dettagli) | Stati Uniti Mike Rodgers Justin Gatlin Tyson Gay Ryan Bailey             | 37"38       | Giamaica Nesta Carter Kemar Bailey-Cole Nickel Ashmeade Usain Bolt                   | 37"68       | Giappone Kazuma Oseto Kenji Fujimitsu Yoshihide Kiryū Kotaro Taniguchi      | 38"20       |
| 4×200 m (dettagli) | Giamaica Nickel Ashmeade Rasheed Dwyer Jason Livermore Warren Weir       | 1'20"97     | Francia Teddy Tinmar Christophe Lemaitre Pierre-Alexis Pessonneaux Ben Bassaw        | 1'21"49     | Germania Robin Erewa Sven Knipphals Aleixo-Platini Menga Alexander Kosenkow | 1'22"65     |
| 4×400 m (dettagli) | Stati Uniti David Verburg Tony McQuay Jeremy Wariner LaShawn Merritt     | 2'58"43     | Bahamas Ramon Miller Michael Mathieu Steven Gardiner Chris Brown                     | 2'58"91     | Belgio Dylan Borlée Julien Watrin Jonathan Borlée Kévin Borlée              | 2'59"33     |
| 4×800 m (dettagli) | Stati Uniti Duane Solomon Erik Sowinski Casimir Loxsom Robby Andrews     | 7'04"84     | Polonia Karol Konieczny Kamil Gurdak Marcin Lewandowski Adam Kszczot                 | 7'09"98     | Australia Jared West Joshua Ralph Ryan Gregson Jordan Williamsz             | 7'16"30     |
| Mista (dettagli) | Stati Uniti Kyle Merber Brycen Spratling Brandon Johnson Ben Blankenship | 9'15"50     | Kenya Abednego Chesebe Miti Alphas Leken Kishoyian Ferguson Rotich Timothy Cheruiyot | 9'17"20     | Australia Ryan Gregson Alex Beck Jordan Williamsz Collis Birmingham         | 9'21"62     |
| record mondiale; record mondiale stagionale; record africano; record asiatico; record europeo; record nord-centroamericano e caraibico; record sudamericano; record oceaniano; record dei campionati; record nazionale; record personale; record personale stagionale. |                                                                          |             |                                                                                      |             |                                                                             |             |

### Donne
| Specialità | Oro                                                                                | Prestazione | Argento                                                                                                | Prestazione | Bronzo                                                                         | Prestazione |
| Corse piane |                                                                                    |             | |             |                                                                                |             |
| 4×100 m (dettagli) | Giamaica Simone Facey Kerron Stewart Schillonie Calvert Veronica Campbell-Brown    | 42"14       | Stati Uniti Tianna Bartoletta Allyson Felix Kimberlyn Duncan Carmelita Jeter                           | 42"32       | Regno Unito Asha Philip Ashleigh Nelson Bianca Williams Margaret Adeoye        | 42"84       |
| 4×200 m (dettagli) | Nigeria Blessing Okagbare Regina George Dominique Duncan Christy Udoh              | 1'30"52     | Giamaica Samantha Henry-Robinson Veronica Campbell-Brown Shericka Williams Sherone Simpson             | 1'31"73     | Germania Rebekka Haase Anne Christina Haack Nadine Gonska Josefina Elsler      | 1'33"61     |
| 4×400 m (dettagli) | Stati Uniti Phyllis Francis Natasha Hastings Sanya Richards-Ross Francena McCorory | 3'19"39     | Giamaica Anastasia Le-Roy Novlene Williams-Mills Christine Day Stephenie Ann McPherson                 | 3'22"49     | Regno Unito Eilidh Child Anyika Onuora Kelly Massey Seren Bundy-Davies         | 3'26"38     |
| 4×800 m (dettagli) | Stati Uniti Chanelle Price Maggie Vessey Molly Beckwith-Ludlow Alysia Montaño      | 8'00"62     | Polonia Syntia Ellward Katarzyna Broniatowska Angelika Cichocka Sofia Ennaoui                          | 8'11"36     | Australia Abbey de la Motte Kelly Hetherington Selma Kajan Brittany McGowan    | 8'13"97     |
| Mista (dettagli) | Stati Uniti Treniere Moser Sanya Richards-Ross Ajeé Wilson Shannon Rowbury         | 10'36"50    | Kenya Selah Jepleting Busienei Joy Nakhumicha Sakari Sylivia Chematui Chesebe Virginia Nyambura Nganga | 10'43"35    | Polonia Katarzyna Broniatowska Monika Szczesna Angelika Cichocka Sofia Ennaoui | 10'45"32    |
| record mondiale; record mondiale stagionale; record africano; record asiatico; record europeo; record nord-centroamericano e caraibico; record sudamericano; record oceaniano; record dei campionati; record nazionale; record personale; record personale stagionale. |                                                                                    |             | |             |                                                                                |             |

## Medagliere
| Posizione | Paese       | Oro | Argento | Bronzo | Totale |
| --------- | ----------- | --- | ------- | ------ | ------ |
| 1         | Stati Uniti | 7   | 1       | 0      | 8      |
| 2         | Giamaica    | 2   | 3       | 0      | 5      |
| 3         | Nigeria     | 1   | 0       | 0      | 1      |
| 4         | Polonia     | 0   | 2       | 1      | 3      |
| 5         | Kenya       | 0   | 2       | 0      | 2      |
| 6         | Bahamas     | 0   | 1       | 0      | 1      |
| 6         | Francia     | 0   | 1       | 0      | 1      |
| 8         | Australia   | 0   | 0       | 3      | 3      |
| 9         | Germania    | 0   | 0       | 2      | 2      |
| 9         | Regno Unito | 0   | 0       | 2      | 2      |
| 11        | Belgio      | 0   | 0       | 1      | 1      |
| 11        | Giappone    | 0   | 0       | 1      | 1      |
| Totale    | Totale      | 10  | 10      | 10     | 30     |